# Daud Rafiqpoor
Daud Rafiqpoor  (* 16. Dezember 1949 in Kabul) ist ein afghanischer Geograph und leitender Wissenschaftler am Nees-Institut für Biodiversität der Pflanzen in Bonn.

## Leben
Rafiqpoor studierte in Kabul und Bonn Geologie und Geographie. Er promovierte bei Wilhelm Lauer über ein hochgebirgsökologisches Thema. Daud Rafiqpoor ist deutschsprachiger Experte für tropische Hochgebirgsökologie und Biodiversitätsforschung. Zusammen mit Peter Frankenberg (1988) und Wilhelm Lauer (2002) entwickelte er eine ökophysiologische Klimaklassifikation. Seine weiteren Forschungsschwerpunkte sind Klimatologie, Geomorphologie, Vegetationsgeographie, Biodiversitätsforschung, das andine Südamerika und Afghanistan. Am Nees Institut für Biodiversität der Pflanzen der Universität Bonn arbeitet Rafiqpoor seit 2001 zusammen mit Wilhelm Barthlott an der Kartierung der globalen Biodiversität. Von 1980 bis 2001 war Daud Rafiqpoor wissenschaftlicher Mitarbeiter von Wilhelm Lauer im Langzeitvorhaben „Dreidimensionale Landschaftsgliederung der tropischen Gebirge“ der Akademie der Wissenschaften und der Literatur Mainz am Geographischen Institut der Universität Bonn. Von 2001 bis 2015 arbeitete er zusammen mit Wilhelm Barthlott am Langzeitvorhaben Biodiversität im Wandel der Mainzer Akademie am Nees-Institut für Biodiversität der Pflanzen in Bonn. Seit 1980 ist er Mitarbeiter der Kommission für Erdwissenschaftliche Forschung und seit 2001 Sachverständiger der Kommission für Biologie der Akademie der Wissenschaften und der Literatur Mainz.

## Publikationen (Auswahl)
- S.-W. Breckle, I. C. Hedge, M. D. Rafiqpoor: Biodiversity in Afghanistan. In: T. Pullaiah (Hrsg.): Global Biodiversity. Vol. 1: Selected Countries in Asia. Apple Academic Press, USA 2018, ISBN 978-1-77188-707-6, S. 33–92.
- W. Barthlott, M. D. Rafiqpoor: Biodiversität im Wandel zwischen Evolution, Migration, Kultur und Religion. In: Hans-Werner Frohn, Frank Wichert (Hrsg.): Naturschutz – natürlich interkulturell. (= BfN-Script. 514). Bundesamt f. Naturschutz, Bonn 2018, S. 71–86. (bfn.de)
- W. Barthlott, W. R. Erdelen, M. D. Rafiqpoor: Biodiversity and technical innovations: bionics. In: D. Lanzerath, M. Friele (Hrsg.): Concepts and values in biodiversity. (= Routledge Studies in Biodiversity Politics and Management). 2014, ISBN 978-0-415-66057-0, S. 300–315. (routledge.com)
- W. Barthlott, J. Mutke, M. D. Rafiqpoor, G. Kier, H. Kreft: Global centres of vascular plant diversity. In: Nova Acta Leopoldina. Band 92, Nr. 342, 2005, S. 61–83.
- W. Barthlott, A. Hostert, G. Kier, W. Küper, H. Kreft, J. Mutke, M. D. Rafiqpoor, J. H. Sommer: Geographic patterns of vascular plant diversity at continental to global scales. In: Erdkunde. Band 61, Nr. 4, 2007, S. 305–315.
- G. Kier, W. Küper, J. Mutke, D. Rafiqpoor, W. Barthlott: African vascular plant species richness: a comparison of mapping approaches. In: S. A. Ghazanfar, H. J. Beentje (Hrsg.): Biodiversity, Ecology, Taxonomy and Phytogeography of African Plants. (= Proceedings of the 17th AETFAT Congress). Royal Botanic Gardens, Kew and National Herbarium, Addis Ababa University 2005, S. 409–425.
- M. D. Rafiqpoor: The physical environment of Bolivia (Geology, Geomorphology, Climate). In: P. L. Ibisch, G. Mérida (Hrsg.): Biodiversity: the richness of Bolivia. State of knowledge and conservation. Ministerio de Desarrollo Sostenible y Planificacion – Editorial FAN, Santa Cruz (Bolivia) 2004, ISBN 99905-66-33-X.
- M. D. Rafiqpoor (Hrsg.): Probleme der Wasserversorgung in der Stadt Kabul – Die Bedeutung der Regeneration der Kareze in Afghanistan. Von A. H. Roostai: مشکلات کمبود آب در شهر کابل – اهمیت احیای کاریزها در افغانستان. DCM-Druck Center, Meckenheim 2018, ISBN 978-3-00-059443-4. (Ein Buch in Dari-Sprache)
- W. Lauer, M. D. Rafiqpoor: Die Klimate der Erde – Eine Klassifika-tion auf der Grundlage der ökophysiologischen Merkmale der realen Vegeta-tion. (= Erdwissenschaftliche Forschung. Band 40). Franz Steiner Verlag, Stuttgart 2002, ISBN 3-515-08072-4.
- W. Lauer, M. D. Rrafiqpoor, I. Theisen: Physiogeographie, Vegetation und Syntaxonomie der Flora des Páramo de Papallacta (Ostkordillere Ecuador). (= Erdwissenschaftliche Forschung. Band 39). Franz Steiner Verlag, Stuttgart 2001, ISBN 3-515-07915-7.
- W. Lauer, M. D. Rafiqpoor, J. Bendix: Vergleichende Geoökologie der Hochgebirge der nördlichen (Mexiko) und südlichen (Bolivien) Randtropen sowie der inneren Tropen (Ecuador). (= Abhandlungen der Math.-nat. Kl. d. Akademie der Wissenschaften und der Literatur. Mainz. Band 1). Franz Steiner Verlag, Stuttgart 2003, ISBN 3-515-08305-7.
- S.-W. Breckle, M. D. Rafiqpoor: Field Guide Afghanistan – Flora and Vegetation. Scientia Bonnensis, Bonn / Manama / New York / Florianópolis 2010, ISBN 978-3-940766-30-4.
- S.-W. Breckle, I.C. Hedge, M.D. Rafiqpoor: Vascular Plants of Afghanistan – An Augmented Checklist. Scientia Bonnensis, Bonn / New York / Manama / Florianópolis 2013, ISBN 978-3-940766-64-9.